# 플루톤 (미사일)

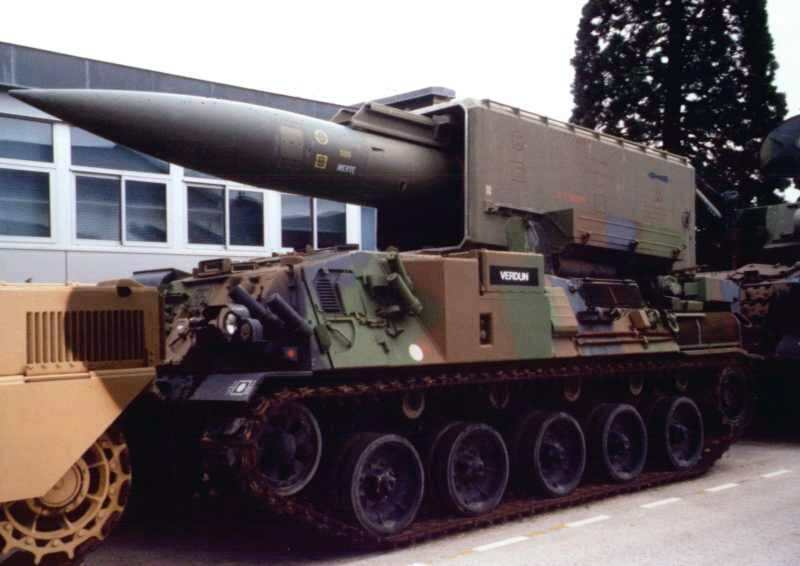
프랑스판 랜스 미사일인 플루톤 미사일

플루톤 미사일(Pluton missile, 프랑스어: Missile Pluton)은 프랑스판 랜스 미사일이다. 미국의 랜스 미사일이 어네스트존을 대체한 것과 같이, 프랑스에 배치된 어네스트존 미사일을 대체하였다. 랜스 미사일과 사거리가 동일한 120 km로 단거리 탄도미사일(SRBM)이다.

## 제원
- 국적:  프랑스
- 제작사: SNIAS
- 엔진: 1단 고체연료
- 실전배치: 1974년부터 1993년까지
- 중량: 2,423 kg
- 길이: 7.64 m
- 직경: 0.65 m
- 속도: 1100 m/s
- 사거리: 120 km
- 탄두:
  - 15 kt급 핵탄두
  - 25 kt급 핵탄두
  - 재래식 탄두
- 항법: 관성항법
- 발사대: 이동식 차량
- CEP: 150 m

업그레이드된 슈퍼 플루톤 계획이 하데스 계획을 선택함으로써 거부되었다. 낡은 플루톤은 점차 퇴역해서 1993년에 완전히 퇴역했다. 하데스 미사일은 사거리 480 km의 핵미사일이다. 프랑스판 에이태킴스 미사일 정도가 된다.

## 같이 보기
- 랜스 미사일 - 1970년대를 풍미한 미국의 단거리 핵미사일. 유럽과 한반도에서 공산권을 크게 자극했다.
- SS-21 - 소련은 드디어 1981년에 소련판 랜스 미사일을 실전배치했다.
- 플루톤 미사일 - 프랑스판 랜스 미사일.
- KN-02 미사일 - 북한은 2006년 퍼레이드에서 북한판 랜스 미사일을 선보였다.
- 에이태킴스 미사일 - 랜스 미사일을 대체한 미국 육군의 단거리 탄도미사일.
- LORA - 이스라엘판 에이태킴스 미사일.
- 하데스 미사일 - 프랑스판 에이태킴스 미사일.